# Rhinechis scalaris
Rhinechis scalaris е вид влечуго от семейство Смокообразни (Colubridae).

## Разпространение
Видът е разпространен в Испания, Португалия и Франция.